# 메이린
메이린(본명: 서채우, 1989년 4월 3일 ~ )은 대한민국의 가수겸 배우로 활동 후 현재 사업가이다.

## 생애
4세 때부터 발레와 전통 무용을 배우기 시작했고, 6세 때부터는 본격적으로 노래 수업을 받았다.
1994년 뽀뽀뽀를 통해 처음 방송을 시작하여 1996년 꼬마룰라의 채리나 역을 통해 가수로 활동하였고, 2000년에는 걸 그룹 SZ의 객원 멤버로 활동하였다. 이후 2000년도에 정식 데뷔 전 2SOM(이솜)이라는 예명으로 '프리즌'이라는 곡으로 씨디를 들며 추는 춤으로 활동하였고 이후 2003년에는 솜이(Som2)라는 이름으로 정식 솔로 데뷔하였다. 그 다음 에스투(S2)라는 예명으로 발라드 '그대도 나처럼'을 발매하고 서지원의 '이별만은 아름답도록'을 리메이크 하며 본격적인 일본 활동에 앞서 일본방영 드라마 '불새' , '신입사원' 의 Ost로 활동하였다. 나아가 일본으로 건너가 2007년 2월에는 메이린(MEILIN)이라는 이름으로 활동명을 바꾸고 일본 활동을 시작하였고, 2008년 5월 싱글앨범 [The 1st Meilin Story]로 한국에서 다시 데뷔하였다. 현재는 한국, 일본, 중국 3개국에서 가수 겸 배우로 활동하다 2022년 2월에 11살 차이나는 연상의 비연예인과 결혼 후 현재 사업가로 활동 중이다.

## 학력
- 국립전통예술고등학교 음악연극과 졸업
- 한국외국어대학교 일본어학과 학사
- 한국외국어대학교 방송영상학과 학사

## 음반

### 대한민국
- 2003년 11월 7일 1st Album《The paradise girl》
- 2006년 3월 16일 Digital Single 《그대도 나처럼》
- 2008년 5월 13일 1st Single《1st MEILIN story》
- 2010년 2월 10일 Digital Single《INNOCENT》
- 2014년 2월 11일 Digital Single <고마워 그리고 사랑해>
- 2014년 5월 13일 Digital Single <그리워 모든게 그리워>
- 2014년 9월 1일 웹드라마 '옥탑방에 온 선물' OST
- 2015년 6월 10일 드라마 '수상한 애견카페' OST 전곡
- 2019년 1월 17일 Digital Single <잘할께>
- 2019년 5월 20일 Digital Single <우린 지금 이렇게>

### 일본
- 2007년 2월 14일 1st Single《SAVE MY SOUL.》
- 2007년 4월 25일 2nd Single《Innocent girl》
- 2007년 12월 5일 3rd Single《Candy☆Boy/My Sweet Darlin'》: 애니메이션을 수록한 DVD를 동봉하여 화제를 모았다. 이 애니메이션은 AIC가 새로운 애니메이션을 만들기 위해 세운 프로젝트 '아니메2.0(アニメ2.0)'의 일환으로 선보인 작품으로, 백합을 소재로 한 내용으로 화제를 모았다. 성우로는 나바타메 히토미, 유즈키 료카, 카토 에미리가 참여하였다.

## 가수 외 활동
- 《수상한 애견카페》 (TV조선, 2015년) - 시우 역